# Алферьево (городской округ Клин)
Алфе́рьево — деревня в городском округе Клин Московской области России. Входит в состав сельского поселения Петровское. Население — 3 чел. (2010).

## Население
| 1852 | 1859 | 1890 | 1926 | 2002 | 2006 | 2010 |
| ---- | ---- | ---- | ---- | ---- | ---- | ---- |
| 152  | ↘145 | ↗224 | ↗275 | ↘7   | ↘6   | ↘3   |

## География
Расположена в западной части района, примерно в 30 км к юго-западу от города Клина, с которым связана автобусным сообщением. В деревне одна улица — Новая, зарегистрировано одно садовое товарищество. Ближайшие населённые пункты — деревни Болдыриха и Городище.

## История
В 1814—1825 гг. на средства М. С. Давыдовой в Алферьеве была выстроена церковь Иконы Божией Матери Ахтырская. Сломана в конце 40-х годов XX века.
В «Списке населённых мест» 1862 года Алферьево — владельческое село Клинского уезда Московской губернии по правую сторону Волоколамского тракта, в 35 верстах от уездного города, при пруде, с 21 двором, православной церковью и 145 жителями (67 мужчин, 78 женщин).
По данным на 1890 год входило в состав Калеевской волости Клинского уезда, в селе находилось земское училище, число душ составляло 224 человека.
В 1913 году — 39 дворов, земское училище и имение Товарищества Высоковской мануфактуры.
В 1917 году селение было передано Петровской волости Клинского уезда.
По материалам Всесоюзной переписи населения 1926 года — село Городищенского сельсовета Петровской волости, проживало 275 жителей (121 мужчина, 154 женщины), насчитывалось 49 хозяйств, среди которых 46 крестьянских.
С 1929 года — село Городищенского сельсовета в составе Клинского района Московского округа Московской области. Постановлением ЦИК и СНК СССР от 23 июля 1930 года округа́ как административно-территориальные единицы были ликвидированы.
С 1939 года — село Городищенского сельсовета Высоковского района Московской области, образованного из части Клинского района в результате его разукрупнения.
В 1954 году Городищенский сельсовет ликвидирован, а селение передано в Новиковский сельсовет.
В 1957 году Высоковский район был упразднён, а его территория возвращена Клинскому району.
1963—1965 — в составе Солнечногорского укрупнённого сельского района.
В 1975 году Новиковский сельсовет был упразднён, все его селения переданы Тарховскому сельсовету.
В 1994 году Московской областной думой было утверждено положение о местном самоуправлении в Московской области, сельские советы как административно-территориальные единицы были преобразованы в сельские округа.
В 1995 году из-за переноса административного центра Тарховский сельский округ был преобразован в Елгозинский.
1994—2006 год — деревня Елгозинского сельского округа Клинского района.
2006—2017 — деревня сельского поселения Петровское Клинского района Московской области.